# 八王子市立看護専門学校
八王子市立看護専門学校（はちおうじしりつかんごせんもんがっこう）は、東京都八王子市にある市立看護専門学校である。卒業すると看護師国家試験の受験資格等が得られる。

## 概要

### 教育理念
「人間の尊重」を基盤とし、一人の人間が人格を尊重され、生きる（生命を保つ）こと、生きていく（社会生活を営む）ことのために人間を身体的、精神的、社会的側面から幅広く、統合された存在としてとらえ、基本的欲求が充足し、自立できるよう支援できる看護師の育成を図る。

### 教育目的
学校教育法および保健師助産師看護師法（昭和23年7月30日法律第203号）に基づき、看護師として必要な知識、技術、態度を養い、保健医療福祉チームの一員として社会に貢献できる有能な人材を育成する。

### 教育目標
1. 生命の尊厳を基盤とし、人間を身体的、精神的、社会的側面から統合的に幅広く理解する能力を養う。
2. あらゆる健康レベルや生活の場に応じて健康問題を科学的根拠に基づき判断し、看護を実践できる基礎的能力を養う。
3. 保健医療福祉に対する社会のニーズに対応でき、保健医療福祉チームの一員として調整の役割を果たす能力を養う。
4. 看護専門職としての倫理観を培い、対象を尊重し、他者との人間関係を円滑に営む能力を養う。
5. 感情豊かな人間性を目指し、自己教育力を身につける[5]。

### 入学資格
高等学校または中等教育学校卒業者及びこれと同等以上の学力を有する者

### 定員
看護学科3年課程（全日制）
- 入学定員　　　40名
- 総定員　　　 120名

## 沿革
- 1975（昭和50）年4月 - 八王子市本町において右田病院が運営する「八王子准看護学院」を引継ぎ、「八王子市立准看護学院」（准看護学科）を設置[6]
- 1979（昭和54）年12月 - 八王子市館町（現在地）に新築、移転
- 1980（昭和55）年4月 - 専修学校の許可を受け、「八王子市立看護高等専修学校」と学校名を変更
- 1993（平成5）年4月 - 看護学科2年課程（定時制・夜間）を併設して「八王子市立看護専門学校」と学校名を変更
- 1998（平成10）年4月 - 看護学科2年課程（全日制）発足
- 1999（平成11）年3月 - 看護学科2年課程（定時制）及び准看護学科を廃止
- 2000（平成12）年4月 - 看護学科3年課程（全日制）発足
- 2007（平成19）年3月 - 看護学科2年課程を廃止